# Despise the Sun
Despise the Sun ist ein Mini-Album der New Yorker Death-Metal-Band Suffocation. 

## Entstehungsgeschichte
Nachdem sich die Band nach Veröffentlichung des Albums Pierced from Within 1995 schon aufgelöst hatte, versuchte man mit diesem Album 1998 einen Neuanfang. Die Band gründete für diese Veröffentlichung ihr eigenes Label, Vulture Records, auf dem jedoch sonst keine weiteren Veröffentlichungen getätigt wurden. Das Album wurde 2000 über Relapse Records wiederveröffentlicht und zum ersten Mal einem breiten Publikum vorgestellt. Die Band zerbrach allerdings nach der Veröffentlichung des Minialbums. Erst 2003 gründete sich die Band neu.

## Musikstil
Die Musik ist nicht mehr so technisch wie auf dem Vorgänger-Album. Vermehrt fließen auch Grindcore-Einflüsse in die Musik ein. Die einzelnen Musiktitel sind kürzer als älteres Material. Das Lied Catatonia stammt vom Debütalbum Human Waste und wurde neu eingespielt.

## Titelliste
1. Funeral Inception – 03:57
2. Devoid of Truth – 02:31
3. Despise the Sun – 03:20
4. Bloodchurn – 02:43
5. Catatonia – 04:02